# Borneohoningvogel
De borneohoningvogel (Dicaeum monticolum) is een bastaardhoningvogel die alleen op Borneo voorkomt en een naaste verwant heeft op Celebes, de zwartflankhoningvogel (D. celebicum). Nauwe verwantschap tussen twee soorten aan beide zijden van de Wallacelijn is ongebruikelijk.

## Kenmerken
De borneohoningvogel is een kleine, gedrongen vogel die 8 cm lang is. Het mannetje van de borneohoningvogel is overwegend blauw van boven en wordt richting staart en slagpennen donkerblauwzwart. Opvallend zijn de rode keel en borst en een wit vlekje op de vleugel. Onvolwassen vogels en vrouwtjes zijn veel minder kleurig.

## Verspreiding en leefgebied
De borneohoningvogel is een endemische vogelsoort op Borneo die leeft in bossen op berghellingen op een hoogte tussen de 900 en 1800 m boven de zeespiegel. Binnen dit type leefgebied is het een vrij algemeen voorkomende vogel.

## Status
De borneo-honingvogel heeft een beperkt en deels versnipperd verspreidingsgebied. De grootte van de populatie is niet gekwantificeerd. Er is aanleiding te veronderstellen dat de soort in aantal achteruit gaat. Echter, het tempo ligt onder de 30% in tien jaar (minder dan 3,5% per jaar). Om die redenen staat deze honingvogel als niet bedreigd op de Rode Lijst van de IUCN.